# Hypoxidia rhizophylla
Hypoxidia rhizophylla är en enhjärtbladig växtart som först beskrevs av John Gilbert Baker, och fick sitt nu gällande namn av Francis Friedmann. Hypoxidia rhizophylla ingår i släktet Hypoxidia och familjen Hypoxidaceae. IUCN kategoriserar arten globalt som sårbar.
Artens utbredningsområde är Seychellerna. Inga underarter finns listade i Catalogue of Life.